# بنیاد اکلیپس
بنیاد اکلیپس (انگلیسی: Eclipse Foundation) مؤسسه غیرانتفاعی بین‌المللی مستقر در کانادا است، که به‌عنوان توسعه‌دهنده نرم‌افزار اکلیپس فعالیت می‌کند. این بنیاد توسط ۲۷۵ عضو پشتیبانی می‌شود و توسعه بیش از ۳۵۰ پروژه نرم‌افزارهای منبع‌باز را زمینه‌های گوناگون برعهده دارد و تمرکز اصلی آن بر ارائه خدماتی چون مدیریت مالکیت معنوی، توسعه اکوسیستم، طراحی فرایندهای توسعه و زیرساخت‌های فناوری اطلاعات معطوف می‌باشد.
بنیاد اکلیپس در سال ۲۰۰۱ توسط مایک میلینکویچ و با حمایت شرکت آی‌بی‌ام تأسیس شد و هم‌اکنون خدمات خود را در حوزه‌هایی چون مهندسی سیستم‌ها، خودروسازی، هوافضا، زمین‌شناسی، مهندسی نفت، جغرافیا و بسیاری از صنایع دیگر ارائه می‌نماید. دفتر مرکزی بنیاد اکلیپس در شهر اتاوا، کانادا قرار دارد.